# Nhị Hà
Nhị Hà là một xã thuộc huyện Thuận Nam, tỉnh Ninh Thuận, Việt Nam.

## Địa lý
Xã Nhị Hà nằm ở phía tây huyện Thuận Nam, có vị trí địa lý:
- Phía đông giáp xã Phước Ninh
- Phía tây giáp xã Phước Hà
- Phía nam giáp xã Phước Minh và tỉnh Bình Thuận
- Phía bắc giáp huyện Ninh Phước.

Xã có diện tích 51,09 km², dân số năm 2019 là 3.316 người, mật độ dân số đạt 65 người/km².

## Lịch sử
Xã Nhị Hà được thành lập vào ngày 13 tháng 3 năm 1979 trên cơ sở khu kinh tế mới Nhị Hà thuộc xã Phước Hà. Khi mới thành lập, xã thuộc huyện An Sơn, tỉnh Thuận Hải.
Ngày 1 tháng 9 năm 1981, Hội đồng Bộ trưởng ban hành Quyết định số 45-HĐBT. Theo đó, chuyển xã Nhị Hà về huyện Ninh Phước mới thành lập.
Ngày 10 tháng 6 năm 2009, huyện Ninh Phước được chia thành hai huyện Ninh Phước và Thuận Nam, xã Nhị Hà trực thuộc huyện Thuận Nam như hiện nay.